# 한국이미지커뮤니케이션연구원
한국이미지커뮤니케이션연구원(Corea Image Communication Institute, CICI)은 2003년 6월 3일 외교부의 인가를 받아 최정화 한국외국어대학교 통번역대학원 교수가 설립한 비영리 단체로 전통과 첨단이 공존하는 한국의 이미지 정수를 세계에 알리는 것을 목표로 한다.

## 주요활동

### 한국 이미지 시상식 CICI Korea
한국이미지커뮤니케이션연구원에서는 2005년부터 매년 한국이미지 알리기 CICI Korea 행사를 개최하여 한국의 긍정적인 이미지를 세계에 알리는데 기여한 개인이나 단체, 혹은 사물에 대하여 한국 이미지 디딤돌상, 징검다리상, 새싹상, 주춧돌상, 조약돌상, 꽃돌상 등을 시상한다. 
CICI Korea 행사는 외국인들에게는 한국의 긍정적인 참 이미지를 알리며, 한국인들에게는 한국 브랜드 이미지 알리기의 중요성을 재 확인 할 수 있는 기회가 되고 있다.
역대 수상자로 이정재, 김연아, 마리오 보타, 임형주, 반기문, 싸이, 비 (가수), 조수미, 조성진 (피아니스트), 나윤선, 에드워드 리, 부산국제영화제, 인천국제공항, 아기상어, 뽀로로, 노벨 문학상 수상자 장마리 귀스타브 르 클레지오 등이 있다. 

### 문화소통포럼 CCF
2010년 11월 개최된 서울 G20 정상회의의 효과를 극대화 하기 위해 CICI에서는 G20 국가의 문화소통계 리더들을 초청하여 C20(Culture 20 문화정상회의)를 개최했다. 각국 대표 문화 인사들은 한국의 전통, 현대적 명소 방문과 한식체험, 공연 관람 등을 통하여 한국문화를 체험했다.
이후 CICI는 문화정상회의를 정례화 하여 2011년부터 매년 문화소통포럼(Culture Communication Forum, CCF)을 개최하고 있다. CCF에서 국가 문화소통계 리더들은 한국 문화를 체험하는 동시에 토론을 통해 자국 문화를 알리는 기회도 가진다.

### Korea CQ 한국 通 포럼
CQ는 Culture Quotient(문화지수), Communication Quotient(커뮤니케이션지수), Cooperation Quotient(협력지수), Concentration Quotient(집중지수), Creativity Quotient(창의력지수)를 뜻한다. 
Korea CQ는 2006년 3월 시작된 한국 알리기 포럼으로, 한국의 각 계의 리더와 주한 외국인이 함께 하여 다양한 주제에 대해 각계 각층의 전문가의 강연, 문화 현장 방문 등을 통해 한국 문화를 체험한다. 2023년까지 500여명의 리더가 참여했다

### 5∙4 클럽
5∙4 클럽은 한국을 찾는 외국인 방문객에게 5감을 통하여 느끼는 한국의 볼거리, 먹거리, 즐길거리, 얘깃거리 등 4거리를 선보이며 한국의 매력을 소개하는 프로그램이다.

### 설문조사
2003년부터 매년 2~4차례 한국 이미지 인식 조사를 위해 한국인, 외국인 오피니언 리더들을 대상으로 설문조사를 실시한다.    

### 한국문화 알리기·이문화 교류 유튜브 운영
주한 대사, 유수의 석학 및 연령대를 가리지 않는 수많은 직종의 사람들과의 인터뷰, 국내외 유명 전시 및 여행 브이로그 등 다양한 유튜브 컨텐츠를 통해 한국 문화를 알리고 이문화를 소개하고 있다. (최정화 랑데부 Choi JW Rendez-vous)

## 국내외행사

### ‘지속 가능한 K-Style 영상·소통 공모전’ 2025, 한국
문화소통포럼 CCF 2025의 일환으로 공모전 개최. 
1. 지속 가능한 K-Style 영상 공모전: 음악, 음식, 영화, 드라마, 웹툰, 미술, 건축, 패션, 뷰티 등 다양한 분야에서 미래를 향한 지속 가능한 K-Style을 1분 이하의 세로형 숏폼 영상 또는 3분 안팎의 가로형 롱폼 영상으로 창의적으로 표현하여 제출
2. 지속 가능한 K-Style 한국어 소통 경연: 한국에 거주하는 외국인이 한국에서 경험한 지속 가능한 K-Style에 대한 창의적인 생각과 인사이트를 한국어로 발표

### ‘새로운 한국 아이디어’ & ‘AI가 생성한 한국 이미지’ 공모전 2024, 한국
문화소통포럼 CCF 2024의 일환으로 두개의 공모전 개최. 
1. 새로운 한국 아이디어 공모전: 한국하면 흔히 떠오르는 K-pop, K-food, K-drama, 한옥, 한복, K-fashion이 아닌, 지금부터 향후 1~2년 뜰 것 같은 새로운 한국을 제안
2. AI가 생성한 한국 이미지: AI 이미지 생성기를 사용해 음식, 관광, 음악, 공연, 영화 등 다양한 분야에서 한국 이미지를 세계에 알리기에 적합한 이미지를 생성

### 챗GPT 질문 공모전 2023, 한국
문화소통포럼 CCF 2023의 일환으로 챗GPT를 통해 한국을 외국인에게 잘 알릴 수 있는 질문 공모전 개최.    

### ‘렌즈를 통해 본 한국’ 사진 동영상 공모전 2017 & 2018, 한국
문화소통포럼 CCF 2017의 일환으로, 한국의 참모습을 재발견하고 전통과 첨단이 공존하는 이미지를 널리 알리고자 사진 및 동영상 공모전 개최. 
2017년 제1회 공모전에서는 ‘내가 생각하는 한국다움’과 ‘외국인 친구에게 보여주고 싶은 한국’을, 제2회 공모전에서는 ‘한국의 골목/길’과 ‘한국 음식’을 주제로 선정하여 외교사절, 경제, 언론, 문화예술인 등 한국 체류, 방문 경험이 있는 외국인, 그리고 한국 이미지 알리기에 관심 있는 한국인들을 대상으로 개최. 

### 소통경연대회 2012 & 2013, 한국
CICI와 한국외국어대학교 소통전략연구소가 주관하여 제3회 문화소통포럼 CCF 2012개최에 앞서 CCF 2012에 참가할 한국인과 외국인 청년대표를 선발하기 위해 ‘소통하는 한국’이라는 주제로 소통경연대회 개최. 
이후 2013년 제4회 문화소통포럼 CCF 2013 개최에 앞서 ‘소통하여 화합하는 한국의 미래’를 주제로 제2회 소통경연대회 개최. 

### 한국 알리기 테마송 ‘사랑의 사계절’ 론칭 행사 2011, 한국
건축가이며 가수인 양진석이 작사, 작곡 및 프로듀싱한 CICI Korea의 캠페인 송 ‘사랑의 사계절(Four Seasons of Love)'의 론칭 행사

### 인도 한식 행사 2011, 뭄바이, 델리
9월 14일~25일 개최된 행사로, 인도 타지 럭셔리호텔의 헤먼트 오베로이의 초청을 받아 인도에 한국 음식을 소개한 ‘Korean Food Festival’

### 한국의 밤 행사 2009, 파리
한식을 알리기 위해 외교통상부 주최, 농림수산식품부, 문화체육관광부, 한국국제교류재단과 CICI가 주관하여 2009년 6월 25일 파리에서 개최

### 한국 알리기 행사, 2009 워싱턴 D.C.
한국국제교류재단 주최, CICI가 주관하고 미국 한국대사관에서 후원한 한식의 세계화를 위해 마련된 행사로, 2009년 5월 5일, 7일 양일간 미국 워싱턴D.C.에서 개최

### CICI Korea 2007 파리
2007년 11월 13일 프랑스 파리에서 한국 이미지 알리기 행사인 CICI Korea 2007 in Paris를 개최